# Stora Valla
El Stora Valla es un estadio multiusos utilizado principalmente para partidos de fútbol ubicado en la ciudad de Degerfors en Suecia y actualmente es la sede del Degerfors IF.

## Historia
El estadio fue inaugurado en 1938, tiene una capacidad para 12.500 espectadores. Se redujo a mediados de la década de 2010 debido a requisitos de seguridad del Svenska Fotbollförbundet. Desde entonces ha ofrecido espacio para hasta 7.500 espectadores, con 800 asientos cubiertos. El récord de asistencia se estableció en 1963 en un partido entre Degerfors IF e IFK Norrköping con 21.065 espectadores.